# Dolk van Barger-Oosterveld
De dolk van Barger-Oosterveld is een prehistorische dolk van 15,5 cm met een lemmet van brons en een handvat van hoorn, ingelegd met tin. De dolk is in 1953 in Barger-Oosterveld als depotvondst in het veen gevonden.
De dolk is afkomstig uit de Midden-Europese Úněticecultuur en is waarschijnlijk geïmporteerd door mensen van de lokale klokbekercultuur, rond 1900 v. Chr. 
Het handvat is versierd met tinnen nageltjes. Het moet destijds van grote waarde zijn geweest. 
De dolk is te bezichtigen in het Drents Museum.